# Paradrino halli
Paradrino halli är en tvåvingeart som först beskrevs av Charles Howard Curran 1939.  Paradrino halli ingår i släktet Paradrino och familjen parasitflugor. Inga underarter finns listade i Catalogue of Life.